# 左營庄
左營庄，為1920年至1940年間存在之行政區，其原轄屬高雄州高雄郡，1924年後改轄屬岡山郡。今高雄市左營區、三民區北側及楠梓區西側，曾包含鼓山區北側。

## 街庄原名
左營庄的行政區劃在「十二廳時期」原屬興隆外里之菜公庄、左營庄、廍後庄、竹仔脚庄、埤仔頭庄；興隆內里之桃仔園庄、前峰尾庄、覆鼎金庄；仁壽下里之援中港庄、下鹽田庄；半屏里之右冲庄。1920年10月，以上街庄組成左營庄，當時轄域內分為左營、菜公、廍後、竹子脚、埤子頭、桃子園、前峰尾、覆鼎金、援中港、下鹽田、右沖等11個大字。覆鼎金大字下有覆鼎金、新庄子小字名，右冲大字下有右冲、苦瓜寮小字名。
左營庄於1920年至1924年間轄屬於高雄郡，高雄郡於1924年廢郡後，左營庄改劃入岡山郡。1932年12月，桃子園、前峰尾併入高雄市；彌陀庄蚵子寮拆分出的下蚵子寮劃入左營庄，左營庄至此下轄10個大字，1940年10月，左營庄廢庄併入高雄市。
戰後，原地區曾拆為右沖（後改名右昌）、左營等區，後右沖區（右沖、援中港、下鹽田）、後勁區與左營區下蚵子寮併入楠梓區；覆鼎金新庄子、新吉莊以外的部分劃入三民區；原已於1932年併入高雄市的前峰尾則將北側劃回左營區，南側劃入鼓山區，其他地區則繼續轄於左營區。

## 設施
- 左營庄役場（左營1214番地）

## 名勝舊跡
- 半屏山
- 蓮池潭

## 天然記念物
- 左營舊城跡（左營庄埤子頭）